# Hamis statisztikai adatszolgáltatás
A hamis statisztikai adatszolgáltatás a közbizalom elleni bűncselekmények csoportjába tartozó  bűncselekmény volt a korábbi Büntető Törvénykönyv (1978. évi IV. törvény) 278. §-a szerint. A törvényes meghatározás szerint: aki a valóságnak meg nem felelő statisztikai adatot szolgáltat, avagy az adatszolgáltatással kapcsolatban a valóságnak meg nem felelő felvilágosítást ad, vétséget követ el és egy évig terjedő szabadságvesztéssel, közérdekű munkával vagy pénzbüntetéssel büntetendő.
A 278. §-t a 2012. évi CCXXIII. törvény 36. § (9) bekezdése hatályon kívül helyezte, a 225. § pedig a 2012. évi II. törvény (szabálysértésekről szóló tv) 206/B. § (1) pontjaként szabálysértésként határozza meg.

## Jogi tárgya
Jogi tárgya a valós statisztikai adatok gyűjtéséhez fűződő társadalmi érdek.

### Statisztikáról szóló törvény
A bűncselekmény törvényi tényállásának kereteit a statisztikáról szóló 1993. évi XLVI. törvény ill. a 170/1993. (XII. 3.) Korm. rendelet tölti ki.